# Metin Arditi

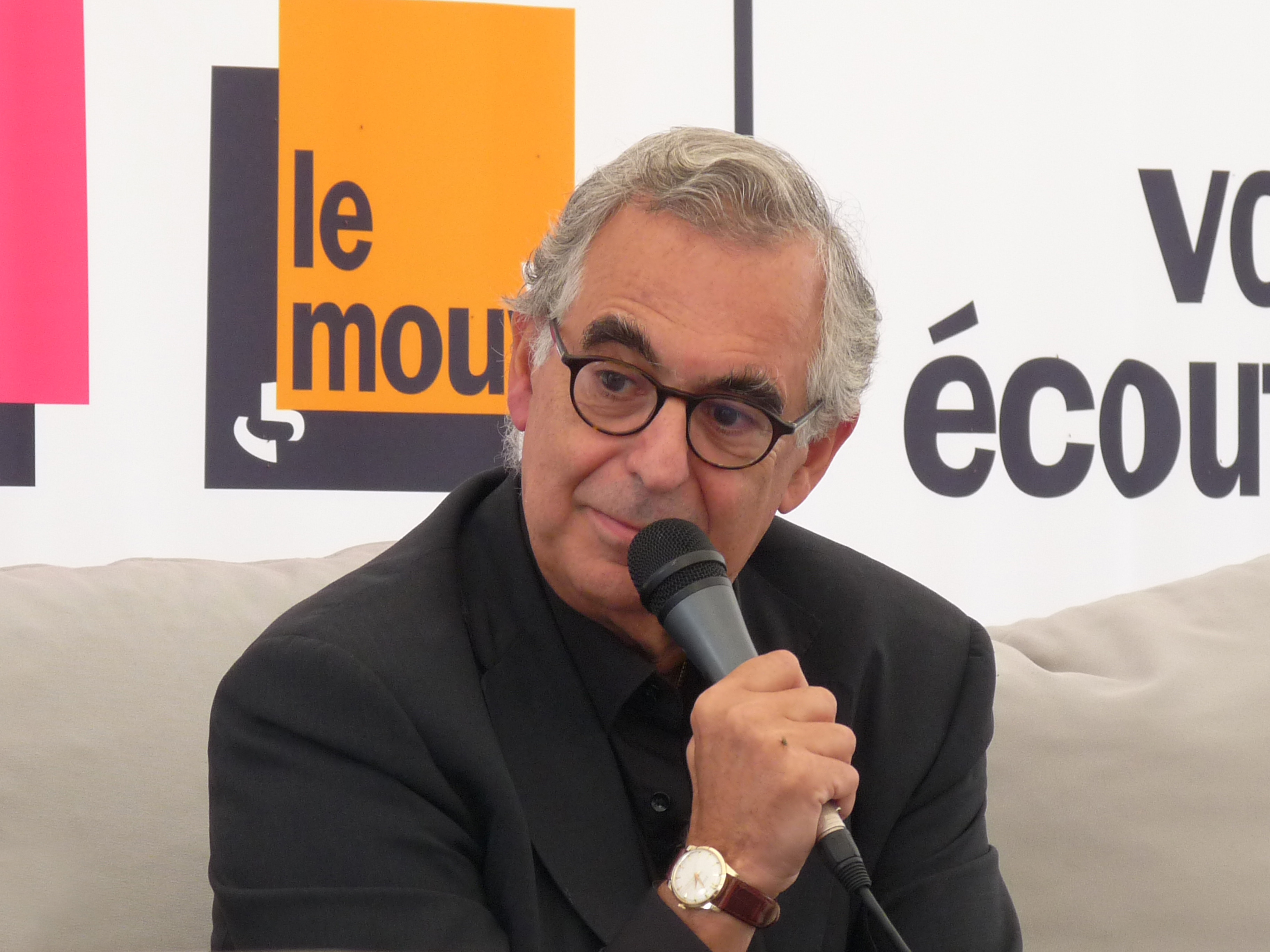
Metin Arditi (2011)

Metin Arditi (* 2. Februar 1945 in Ankara) ist ein französischsprachiger Schriftsteller, Mäzen und Unternehmer und lebt seit seiner Kindheit in Genf. Er gründete die niederschwellig im israelisch-palästinensischen Konflikt vermittelnde Stiftung Fondation les Instruments de la Paix. Um nicht bei der Musik zu verbleiben, soll die Fondation Arditi pour le dialogue interculturelle auch das Gespräch fördern.

## Leben
Metin Arditi stammt aus einer assimilierten Familie ladinosprachiger Juden. Nach seiner Geburt zog die Familie nach Istanbul. Seine Mutter Rachel Arditi, geborene Albukrek, wurde für ihre ausgezeichneten Türkischkenntnisse gelobt, was unter den Juden in der Türkei selten war. Atatürk soll an einem Ball mit ihr getanzt haben. Die Familie seines Vaters war aus Russe im heutigen Bulgarien nach Ankara gekommen.
Zunächst hatte er ein katholisches Kindermädchen, eine Madamika, von der er mit der Zustimmung seines Vaters unter anderem das Vaterunser lernte. Ab Februar 1952 besuchte ein Internat in der Westschweiz (vermutlich Le Rosey), in dieser Zeit kehrte er nur während einem Aufenthalt von acht Tagen in die Türkei zurück. Eine improvisierte Unterweisung für seine Bar Mitzwa mit 13 Jahren erhielt er von einer protestantischen Lehrerin der Schule. So war seine Kindheit von der Erfahrung langer Trennung von seinen Eltern und den sommerlichen Aufenthalten mit der Mutter in verschiedenen Grand Hotels in Frankreich, Italien und der Schweiz geprägt. Sein Vermögen stammt aus dem Exportgeschäft seines Vaters, dieser handelte unter anderem mit Schweizer Präzisionsprodukten, wie Präzisionswaagen, für die er in der Türkei eine Distribution aufbaute.
Er studierte Physik und Wirtschaftswissenschaften an der École polytechnique fédérale de Lausanne. Mit 20 Jahren heiratete er zum Entsetzen beider Familien eine griechisch-orthodoxe Griechin, was er als „zweifache Mischehe“ bezeichnet hat. 1990 begegnete er Jeanne Hersch, mit der ihn danach eine Freundschaft verband. Nach dem Tod seines Vaters beschäftigte er sich zum ersten Mal intensiver mit dem jüdischen Erbe, ohne sich für eine eigene Lebenspraxis zu entscheiden. Mit dem Israel der säkularen Gründergeneration identifizierte er sich punktuell und insbesondere im Jahr 1967.
Im Oktober 2009 besuchte er erstmals seit 30 Jahren Jerusalem, um in Ramallah und Bethlehem Musikschulen einen Besuch zu machen. Am israelischen Kontrollposten Kalandia beobachtete er eine Behandlung von Palästinensern, die er als entwürdigend empfand. Arditi schreibt, dass zu sehen und ansatzweise zu verstehen, was die israelische Besatzung des Westjordanlandes bedeutet, ihn zu einem Juden gemacht hat, was andere prägende Erlebnisse in seinem Leben nicht vermocht haben. Er wehrt sich gegen die Vereinnahmung der jüdischen Diaspora durch Israels Regierung. Die Aussage, wonach Antizionismus mit Antisemitismus gleichzusetzen sei, weist er zurück. Arditi verurteilt Benjamin Netanjahu mit harten Worten.
Seinen persönlichen Beitrag sieht Arditi in der Musikförderung in Palästina und zugunsten Benachteiligter in Israel. Dabei half ihm ein Freund, der palästinensische Diplomat und Schriftsteller Elias Sanbar. Weit davon entfernt, das Rad neu erfinden zu wollen, suchte und fand er die Zusammenarbeit mit den sieben Musikschulen des West-Eastern Divan Orchestra. Die Stiftung finanziert Musikinstrumente, bezahlt die Lehrer und die Mieten, zudem finanziert sie Austauschbesuche mit dem Genfer Konservatorium. Sie finanziert Musiktourneen und eine von Bundesrat Didier Burkhalter eingeweihte Fabrikations- und Reparaturstätte für Saiteninstrumente in Palästina. Auch zwei Schulen für Chorgesang in Hebron und Bethlehem werden finanziert.
Ende 2013 wurde der Entschluss gefasst, wesentlich mehr für den Frieden zu tun. Da, wie Artiti darlegt, Musik Konflikte besänftigen und Dialog fördern kann, aber nicht allein die Überwindung von zugrundeliegenden Ursachen herbeiführen kann. Gemeinsame fiktionale Schreibwerkstätten von jungen Israelis und Palästinensern bzw. Palästinensern und Israelis sollen eine Grundlage schaffen. Das Projekt erhielt den Namen „In den Schuhen des Anderen“, wobei sich die Schreibenden vorstellen sollen, sie wären Palästinenser, oder sich vorstellen sollen, sie wären Israelis. Dieses Projekt hatte, anders als die Musik, mit mehr Ablehnung umzugehen. Mit BDS verbundene palästinensische Kulturinstitutionen lehnten „In den Schuhen des Anderen“ ab. Arditi nahm durch Vermittlung des Leiters der Musikschulen an einem Abendessen mit Omar Barghouti in Ramalla teil. Dieser lehnte es ab, ein Projekt zu unterstützen, dass Normalität im israelisch-palästinensischen Verhältnis vorzutäuschen scheint. Der Versuch, das Projekt über Social Media aufzubauen erwies sich als unergiebig. Auf das Misstrauen der israelischen Verwaltung reagiert Metin Arditi in einem seiner Bücher mit einem waadtländischen Witz, und zeigt, dass er bei aller Selbstverständlichkeit, mit der er in Israel als Jude auftritt, doch die Distanz des Schweizers besitzt.
Anfang Juli 2014 gelang es Arditi den Schauspieler Shlomi Elkabetz zu überzeugen. Neu sollte das Projekt zwischen jüdischen und palästinensischen Israelis stattfinden, helfen wollten auch Amos Elad, Ronit Matalon, Avner Holtzmann, Ariel Hirschfeld, Ranan Rein und andere Akademiker. Metin Arditi erwies sich als guter Netzwerker. In der Schweiz überzeugte er die Altbundesräte Micheline Calmy-Rey (SP) und Pascal Couchepin (FDP) in den Stiftungsrat seiner Friedensinitiative einzutreten. Ende Oktober 2014 fand der erste jährliche Schreibwettbewerb statt. 550 Kurzgeschichten wurden eingereicht. Einige Texte wurden für jüdisch-arabische Theatergruppen vor vollen Rängen an der Universität Tel Aviv als Bühnenstücke aufgeführt.

## Zitate
- „Man sollte die Genres nicht vermischen und vor allem muss der künstlerische Akt und dessen Vermittlung frei sein von zu viel Vorwissen und Fachkenntnissen.“

## Auszeichnungen (Auswahl)
- 2004: Prix du Premier Roman de Sablet für Victoria-Hall
- 2006: Prix Lipp für La Pension Marguerite
- 2007: Prix des Auditeurs de la Radio suisse romande für L’imprévisible
- 2017: Prix Méditerranée für L’Enfant qui mesurait le monde

## Werke
- Mon Cher Jean… de la cigale à la fracture sociale. Essay, Éditions Zoé, Genf 1998.
- Le Mystère Machiavel. Essay, Éditions Zoé, Genf 1999.
- Nietzsche ou l’insaisissable consolation. Essay, Éditions Zoé, Genf 2000.
- La Chambre de Vincent. Récit, Éditions Zoé, Genf 2002.
- Victoria-Hall. Roman, Pauvert, 2004.
- Dernière Lettre à Théo. Roman, Actes Sud, Arles 2005. (deutsch: Letzter Brief an Theo)[2]
- L’imprévisible. Roman, Actes Sud, Arles 2006.
- La Pension Marguerite. Roman, Actes Sud, Arles 2006.
- La Fille des Louganis. Roman, Actes Sud, Arles 2007. (deutsch: Tochter des Meeres. Hoffmann und Campe Verlag, 2009, ISBN 978-3-455-40143-1)
- Loin des bras. Roman, Actes Sud, Arles 2009.
- Le Turquetto. Roman. Actes Sud 2011, 2013, ISBN 978-2-330-01869-6.
- Prince d’orchestre. Roman, Actes Sud, Arles 2012.
- La Confrérie des moines volants. Roman. Éditions Grasset, Paris 2013, 1ère édition. Points Seuil, 2014, ISBN 978-2-7578-4008-5.
- Juliette dans son bain. Roman, Grasset, Paris 2015, Points Seuil, 2016.
- L’enfant qui mesurait le monde. Roman. Grasset 2016, Points Seuil, 2017, ISBN 978-2-7578-6448-7.
- Dictionnaire amoureux de la Suisse. Éditions Plon, Paris 2017, ISBN 978-2-259-24944-7.
- Mon père sur mes épaules. Grasset 2017, Points Seuil, 2018.
- Carneval noir. Roman, Grasset 2018, Points Seuil, 2019.
- Dictionnaire amoureux de l’esprit français. Éditions Plon, Paris 2019, ISBN 978-2-259-26329-0.
- Rachel et les siens. Roman. Éditions Grasset 2020, Points Seuil, 2021, ISBN 978-2-246-82599-9.
- Freud, les démons et autres monologues. BSN Press, 2021.
- L’homme qui peignait les âmes. Roman. Éditions Grasset, Paris 2021, ISBN 978-2-246-82395-7.
- Dictionnaire amoureux d’Istanbul. Éditions Plon, Paris 2022, ISBN 978-2-259-30690-4.
- Tu seras mon père. Roman. Éditions Grasset, Paris 2022, ISBN 978-2-246-82931-7.
- Le bâtard de Nazareth. Roman. Éditions Grasset, Paris 2023, ISBN 978-2-246-83435-9.
- Comment je suis devenu juif en dix leçons (avant de virer parano). Essay, Georg Éditeur, Chêne-Bourg 2024, ISBN 978-2-825-71358-7.